# 永宁郡 (广东)
永宁郡，中国南北朝时设置的郡。
南朝宋泰始年间置永宁郡，属越州。治所在今广东电白县东北境。南齐辖境相当今广东省茂名市电白区地，下辖杜罗县、金安县、蒙县、廖简县、留城县五县。南梁属罗州。南陈属于高州。隋灭陈后，开皇十年（590年）废除永宁郡，改为永宁县，属于高州，后来合并到杜原县。